# Saint-Hilaire-des-Noyers (Orne)
Saint-Hilaire-des-Noyers era una comuna francesa que estaba situada en el departamento de Orne, de la región de Normandía, que en 1812 pasó a formar parte de la comuna de Colonard-le-Buisson.

## Demografía
| Gráfica de evolución demográfica de Saint-Hilaire-des-Noyers entre 1793 y 1806 |
|                                                                                |

Los datos demográficos contemplados en este gráfico se han cogido de la página francesa EHESS/Cassini.